# Beichtstuhl (Fontains)

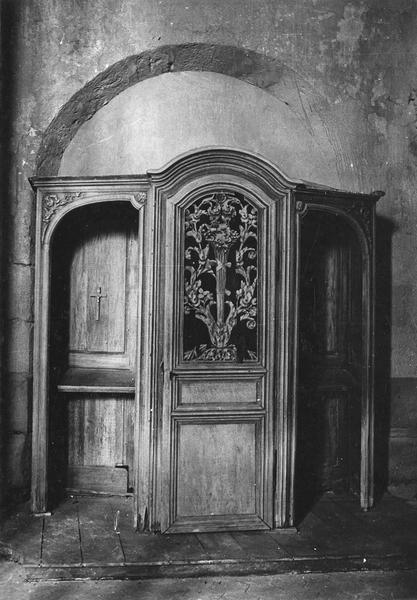
Beichtstuhl in Fontains

Der Beichtstuhl in der Kirche St-Jacques-le-Majeur in Fontains, einer französischen Gemeinde im Département Seine-et-Marne in der Region Île-de-France, wurde im 18. Jahrhundert geschaffen. Im Jahr 1955 wurde der Beichtstuhl als Monument historique in die Liste der Baudenkmäler in Frankreich aufgenommen.
Der Beichtstuhl aus Holz, der in den 1970er Jahren aufwändig restauriert wurde, steht an der westlichen Mauer der Kapelle St-Hubert. Bemerkenswert ist die Schnitzerei in Form eines Baumes im oberen Teil der Tür.